# Баумгартнер, Франц
Франц Эдуард Йозеф Баумгартнер (нем. Franz Baumgartner; 27 июня 1876, Вена — 14 октября 1946, Фельден-ам-Вёртерзе, Каринтия) — австрийский архитектор и наиболее важный представитель архитектуры Вертер-Зе.

## Биография
Франц Баумгартнер учился в Академии изящных искусств в Вене.
В 1903 году он начал преподавать в качестве ассистента в Государственной коммерческой школе в Вене.
В 1905 году он впервые упоминается как архитектор.
В 1906 году Баумгартнер приехал в Клагенфурт в качестве преподавателя-специалиста в «Государственную ремесленную школу» (предшественник нынешнего Федерального технического колледжа).
В 1909 году Баумгартнеру было присвоено звание профессора. Его универсальный талант и усердие оказали большое влияние на архитектуру в Каринтии. Баумгартнер был членом различных комиссий и ассоциаций, таких как Большая экзаменационная комиссия мастеров-строителей и художественная ассоциация Каринтии.
Франц Баумгартнер умер 14 октября 1946 года и похоронен в почетной могиле в Фельден-ам-Вёртер-Зее.

## Некоторые работы
- Отель Койнч (Фельден, 1909 г.)
- Вилла Кречманн (Фельден, 1929)
- Вилла Эдельвейс (Пёрчах, 1910 г.)
- Вилла Альмрауш (Пёрчах, 1913 г.)
- Вилла Стефани Туркович (Пёрчах, 1913)
- Кюнстлерхаус (Клагенфурт, 1911, 1913/1914), самое красивое здание сецессиона в Каринтии.
- Электростанция Форстзее (1923—1925)
- Электростанция Хорнбург возле Кляйн-Сент-Пол
- Приходская церковь Богоматери (Фельден, 1937 г.)